# توسکارورا (مریلند)
توسکارورا، مریلند (به انگلیسی: Tuscarora, Maryland) یک منطقهٔ مسکونی در ایالات متحده آمریکا است که در مریلند واقع شده‌است.